# Рабаул (кальдера)
Раба́ул (англ. Rabaul caldera) — крупная кальдера, расположенная на северо-восточной оконечности полуострова Газелле в Восточной Новой Британии, Папуа — Новая Гвинея. Её размеры составляют 8 × 14 км. Благодаря своей форме, она образует укрытую гавань города Рабаул. Своё название кальдера получила в честь этого города, расположенного внутри неё. Кальдера имеет несколько вулканических конусов, таких как, например, Тавурвур, известный своим разрушительным воздействием на город Рабаул. Внешние склоны наиболее высокого вулканического пика, достигающего 688 метров, представляют собой толстый слой пирокластических отложений.
Наиболее активным из связанных с кальдерой вулканов является Тавурвур. В 1994 году он, совместно с расположенным рядом Вулканом, нанёс серьёзный урон городу Рабаул, заставив его жителей временно покинуть свои жилища. В результате извержения погибло пять человек, большего числа жертв удалось избежать из-за грамотной подготовки к грядущему извержению.
Самое крупное историческое извержение в кальдере произошло в конце мая — начале июня 1937 года, тогда Тавурвур и Вулкан также извергались одновременно. В течение четырёх дней происходили мощные взрывы Вулкана, в результате извержения Вулкан вырос от высоты уровня моря до нынешних 243 метров. Тавурвур был активен в течение одного дня. 500 человек погибли под тяжёлыми пепловыми осадками и пирокластическими потоками. Рабаул был погребён под слоем андезитового пепла и пемзы, образовавшиеся из-за извержения цунами выбрасывали на берег корабли. Для прогнозирования таких событий была создана вулканическая обсерватория Рабаул, которая следит за многими активными вулканами Папуа — Новой Гвинеи.

## Вулканическая деятельность

### Ранние извержения

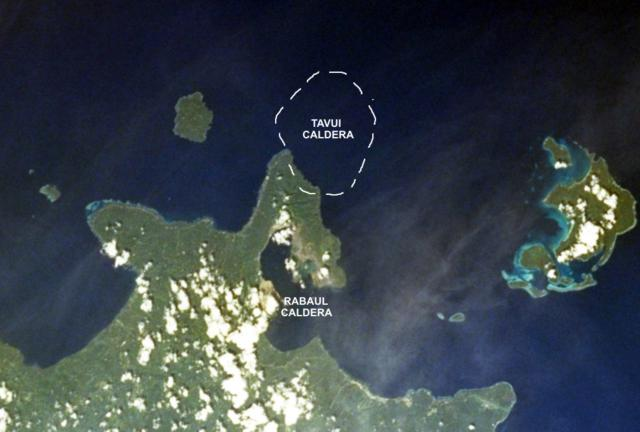
Расположение двух кальдер на востоке Новой Британии

Кальдера Рабаул проявляла активность в течение последних нескольких сотен тысяч лет. Раннее известное извержение в этом районе произошло около 7100 лет назад, оно сформировало крупную кальдеру Тавуи, которая находится под водой к северо-востоку от кальдеры Рабаул и имеет размеры 10 × 12 км. Последнее извержение Тавуи произошло около 5150 года до н.э., в результате него могло быть выброшено около 4 км³ тефры. Кальдера была обнаружена в ходе исследований в 1985 году, дальнейшие научные изыскания указали на отсутствие сейсмической активности в кальдере, это значит что в настоящий момент Тавуи неактивна. Первое извержение, формирующее кальдеру Рабаул, для которого есть надёжная датировка, произошло примерно 3500 лет назад и по своему составу было в основном риолитовым, однако содержало и базальтовый компонент.
Кроме того, существуют свидетельства очень крупного извержения в прошлом, последствия которого, возможно, были отражены в хрониках времён правления византийского императора Юстиниана. Охлаждающее воздействие вулканических выбросов привело к значительным климатическим изменениям, даже более сильным, чем во время извержения вулканов Уайнапутина в 1601 году и Тамборы в 1815 году, и, вероятно, могло послужить одной из причин возникновения Юстиниановой чумы. Объём выброшенного материала во время такого извержения мог достигать 50—100 км³, а высота эруптивной колонны могла достигать 50 км. Вероятно, виновником его мог быть другой вулкан или группа вулканов, но, так или иначе, формирование современной кальдеры Рабаул произошло во время мощного извержения около 1400 лет назад. Это извержение было плинианского типа и образовало мощные туфовые слои в результате деятельности пирокластических потоков. Туфовые отложения явились основой пологих внешних склонов вулканического комплекса.
Посткальдерная активность проявлялась в виде излияний лавы, в диапазоне от базальтовой до дацитовой. Было образовано несколько шлаковых конусов внутри кальдеры возле её северо-восточной и западной границ. Некоторые из этих конусов, в том числе Вулкан, сформировавшийся во время извержения в 1878 году, и Тавурвур, отличились большой вулканической активностью в историческое время.

### Современная активность

#### Извержение в 1994 году

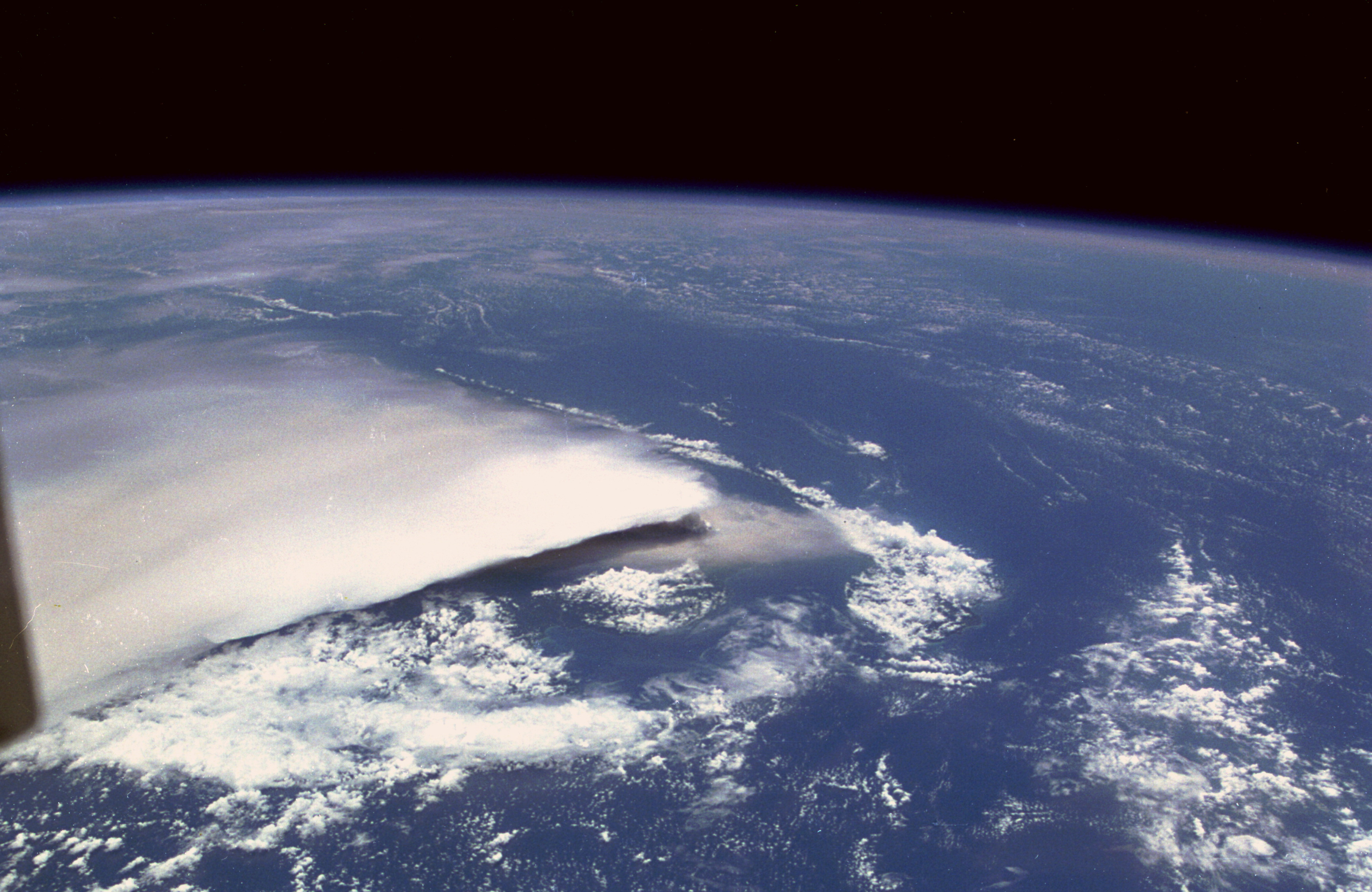
Снимок извержения 1994 года из космоса

19 сентября 1994 года с разницей в час начались извержения вулканов Тавурвур и Вулкан. За день до этого им предшествовала интенсивная сейсмическая активность. Мощное взрывное извержение Вулкана образовало эруптивную колонну высотой примерно 30 км. Пирокластические потоки распространились на 3 км от вулкана, а вода покрылась слоем плавающей пемзы. 30 сентября 1994 года в кратере Тавурвура были замечены небольшие потоки лавы, высота пепельной колонны достигал 6 км, при типичных высотах 1—2 км для небольших извержений этого вулкана.

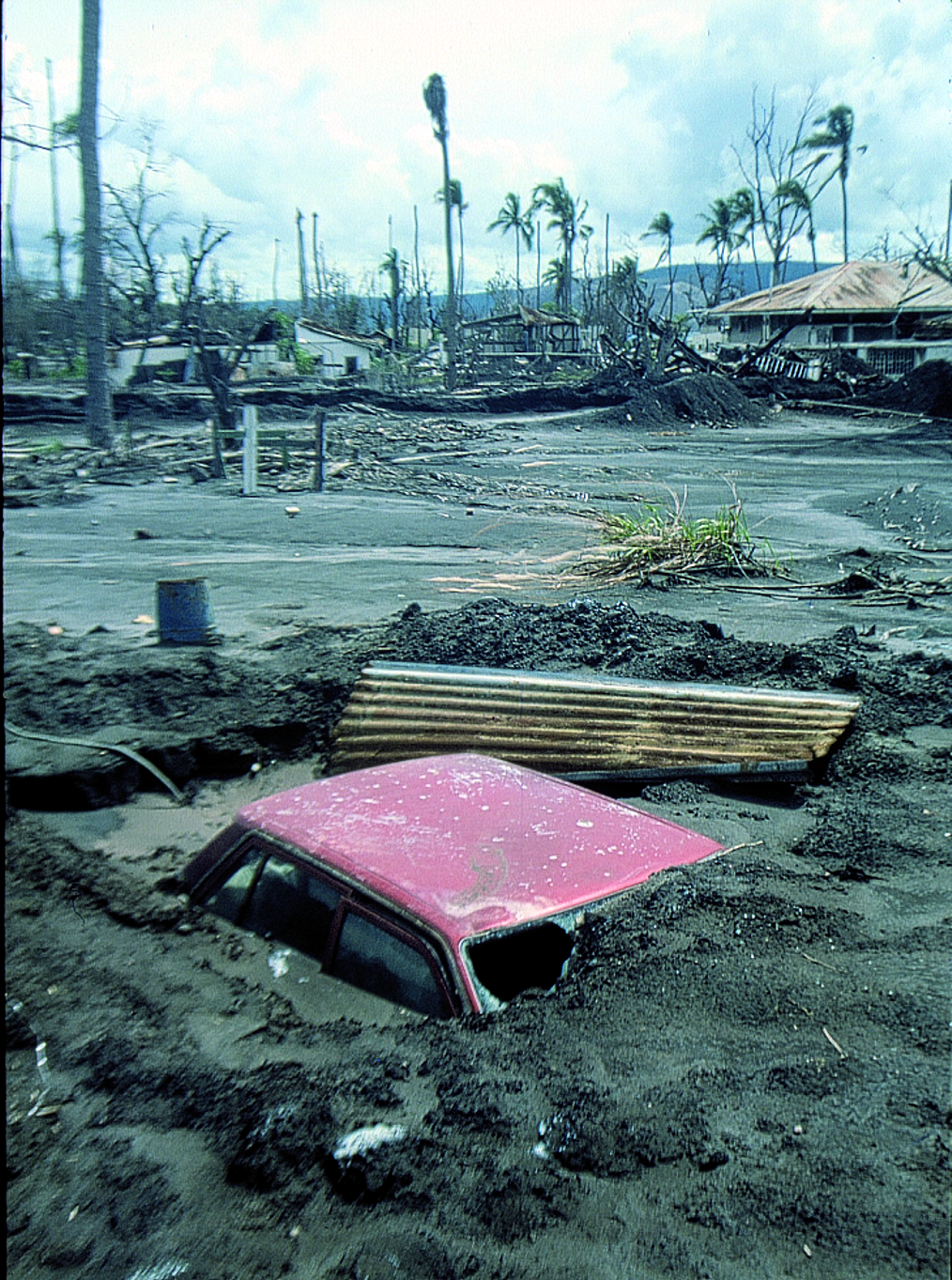
Последствия извержения в 1994 году

Из города Рабаул было эвакуировано около 53 000 человек. Вулканические выбросы нанесли городу серьёзный урон, фактически он был погребён под слоем пепла, достигавшем толщины 75 см. Сильные ливни усилили урон от извержения: вода пропитывала толстый слой пепла, выпадавший на крыши зданий, образуя цементообразную смесь, и под этим весом происходило их обрушение. Всего было разрушено до 80% построек в городе, особенно пострадала его южная часть, где были разрушены почти все здания. Кроме того, проливные дожди вызвали наводнения и селевые потоки в близлежащих районах. Пепел выпадал даже на острове Новая Гвинея, более чем в 600 км от вулканов, были приостановлены полёты воздушного транспорта в области выпадения пепла. Всего в результате извержения погибло пять человек: четыре человека погибли под тяжестью рухнувших крыш, кроме того был отмечен случай поражения человека молнией из пепельного облака. Избежать большего числа жертв удалось благодаря прогнозам вулканологов и грамотных действий властей.
Вулкан перестал извергаться 2 октября, однако Тавурвур, расположенный к северо-востоку, продолжал, с меньшей интенсивностью, извергаться до апреля 1995 года.

#### Дальнейшая активность
После нескольких лет относительно небольшой активности произошло новое сильное извержение. 7 октября 2006 года внутри кратера Тавурвура прогремел сильный взрыв, воздушная волна от которого выбила стекла в домах в радиусе 12 км от вулкана. Из ближайших деревень на лодках было эвакуировано около 200 человек. Высота эруптивной колонны достигла 18 км, однако, ветер отклонил пепельные выбросы от города Рабаул. По мнению местных жителей, урон от этого извержения мог быть больше, чем от извержения 1994 года, если бы не действие ветра. Случаев смертей или травм зафиксировано не было.
Последнее сильное извержение началось 29 августа 2014 года в 3.00—3.30 по местному времени. Облако пепла поднялось на высоту 18 км и вызвало опасения о возможности срыва полётов авиации. В районе вулкана была произведена эвакуация, жителям города Рабаул было рекомендовано оставаться в помещении. Мощность извержения была оценена в 3 балла по шкале вулканических извержений.

## Вулканические объекты в кальдере
| Название объекта | Тип объекта            | Высота | Координаты                      |
| ---------------- | ---------------------- | ------ | ------------------------------- |
| Скалы Давапия    | Вулканический конус    |        | 4°14′ ю. ш. 152°10′ в. д.       |
| Каравия-Бэй      | Стратовулкан           | 280 м  | 4°19′ ю. ш. 152°10′ в. д.       |
| Комбью           | Стратовулкан           | 688 м  | 4°13′01″ ю. ш. 152°13′00″ в. д. |
| Остров Матупит   | Вулканический конус    |        | 4°15′ ю. ш. 152°11′ в. д.       |
| Палангиагиа      | Стратовулкан           |        | 4°13′ ю. ш. 152°12′ в. д.       |
| Рабаланакайя     | Вулканический конус    | 400 м  | 4°13′16″ ю. ш. 152°12′11″ в. д. |
| Тавурвур         | Стратовулкан           | 223 м  | 4°14′17″ ю. ш. 152°12′50″ в. д. |
| Тованумбатир     | Стратовулкан           | 480 м  | 4°10′59″ ю. ш. 152°10′19″ в. д. |
| Турангунан       | Стратовулкан           | 475 м  | 4°14′00″ ю. ш. 152°13′23″ в. д. |
| Варзин           | Стратовулкан           | 605 м  | 4°24′29″ ю. ш. 152°09′25″ в. д. |
| Вулкан           | Пирокластический конус | 243 м  | 4°16′16″ ю. ш. 152°10′00″ в. д. |
| Остров Вулкан    | Вулканический конус    | 20 м   | 4°16′ ю. ш. 152°10′ в. д.       |
| Вунаканау        | Вулканический конус    |        |                                 |
| Остров Уотом     | Вулканический конус    | 341 м  | 4°07′ ю. ш. 152°04′ в. д.       |
| Сульфур-Крик     | Кратерная трещина      |        | 4°13′16″ ю. ш. 152°11′20″ в. д. |

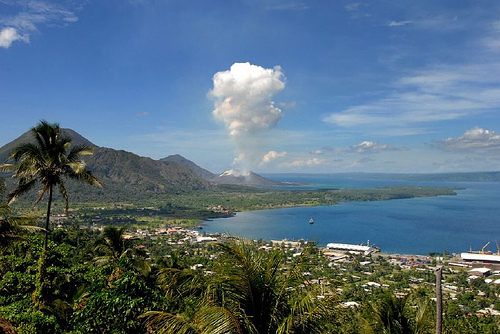
Активность Тавурвура в кальдере Рабаул

Источник: Программа Global Volcanism Program Смитсоновского института.